# 카트리 쿨무니

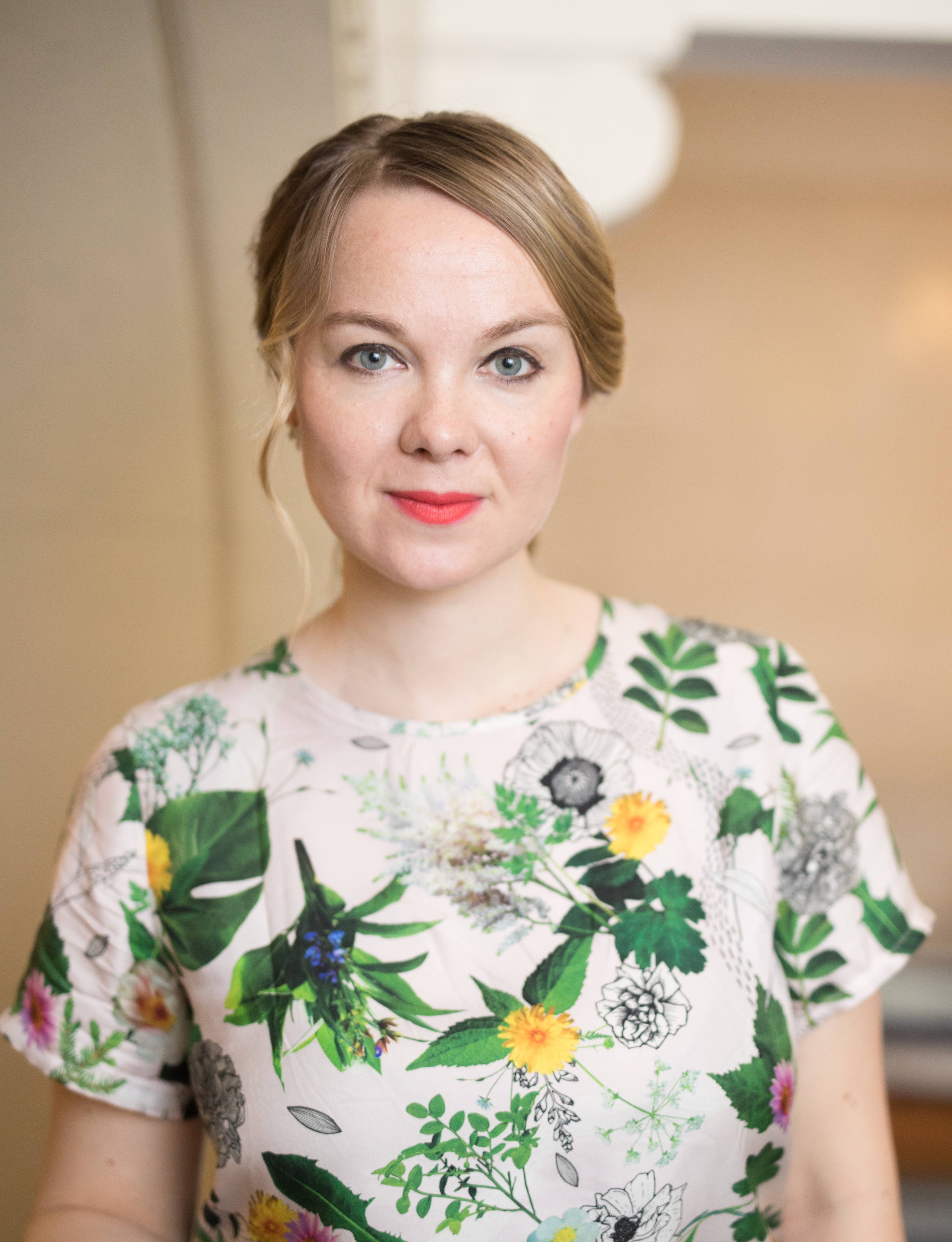

카트리 브리타 일로나 쿨무니(핀란드어: Katri Briitta Ilona Kulmuni, 1987년 9월 4일 ~ )는 핀란드의 정치인으로 현재 중앙당의 대표이다.

## 어린 시절과 교육
2018년 라플란드 대학교에서 사회학을 전공했다.

## 정치 경력
2015년 국회의원으로 당선되었으며, 2019년 재선에 성공했다. 재선 이후 안티 린네 내각의 경제부 장관으로 임명되었다.
2019년 9월 7일 중앙당 전당대회에서 안티 카이코넨을 꺾고 새 당대표로 선출되었다. 2019년 9월 12일 미카 린틸래의 후임 부총리로 임명되었다. 린네 내각이 붕괴되고 산나 마린 내각이 출범한 이후 재무부 장관으로 등용되었다.
2020년 6월 5일 자신이 맡고 있던 2개 부처로 송금된 56,203 유로를 미디어 트레이닝에 사용한 사실이 알려지자 부총리 겸 재무부 장관직을 사임했다. 사임 이틀 전 그는 해당 돈을 모두 갚았다고 언론에 전했다. 6월 8일 마티 반하넨 전 총리가 두 직책을 승계했다.

## 논란
2019년 재무장관으로 임명된 직후 인스타그램 스토리에 정부가 시리아에 있는 IS와 연계된 자국 여성을 송환해야 하는가, 혹은 그의 아이들만 송환해야 하는가를 묻는 설문조사를 올렸다가 역풍을 맞았다. 이는 휴먼 라이츠 워치의 비판을 받았고, 이후 해당 스토리를 삭제하고 공식적으로 사과했다.